# Kongregacja ds. Granic Państwa Kościelnego
Święta Kongregacja do spraw Granic Państwa Kościelnego (Sacrae Congregatio de confinibus Status Ecclesiastici) – dawna kongregacja Kurii Rzymskiej, zajmująca się strzeżeniem granic Państwa Kościelnego, w szczególności poprzez zwalczanie przemytu i regulowanie ewentualnych konfliktów granicznych z sąsiadami. Utworzona została przez papieża Urbana VIII 1 października 1627 (konstytucja Debitum pastoralis officii).
Kongregacja początkowo składała się z jednego lub kilku kardynałów, sekretarza oraz kilku prałatów, ale z biegiem czasu jej posiedzenia odbywały się coraz rzadziej. W drugiej połowie XVIII wieku utraciła swój kardynalski charakter. Po 1752 papieże zaniechali mianowania kardynała prefekta Kongregacji, a ostatni kardynał będący jej członkiem, Neri Maria Corsini, zmarł w 1770. Od końca XVIII wieku w zasadzie nie można już mówić o „Kongregacji ds. Granic”, choć nadal istniał urząd sekretarza ds. granic. Po raz ostatni urząd ten wymieniony został w Roczniku papieskim na rok 1856.

## Lista prefektów Kongregacji
- Marzio Ginetti (1627–1629)
- Bernardino Spada (1629–1661)
- Flavio Chigi (1661–1693)
- Fabrizio Spada (1701–1717)
- Michelangelo Conti (1719–1721)
- Niccolò Spinola (1723–1735)
- Domenico Riviera (1735–1752)